# Bideford
Bideford [ˈbɪdɪfərd] ist eine Stadt und eine Verwaltungseinheit im District Torridge in der Grafschaft Devon, England. Bideford ist 57,5 km von Exeter entfernt. Im Jahr 2001 hatte sie 8478 Einwohner. Bideford wurde 1086 im Domesday Book als Bedeford/Bediforda erwähnt.
Vom Hafen Bideford aus (ebenso wie von Ilfracombe) verkehrt die Oldenburg als Fähre zur Insel Lundy.

## Persönlichkeiten

### Söhne und Töchter der Stadt
- Elisabeth Pepys (1640–1669), Ehefrau des Politikers und Autors Samuel Pepys
- Richard Mudge (1718–1763), Pfarrer und Komponist
- John Mudge (1721–1793), Arzt und Amateurastronom
- John Hanning Speke (1827–1864), Afrikaforscher
- Edgar Dewdney, PC (1835–1916), Ingenieur
- Sir John Nott, KCB (1932–2024), Politiker der Conservative Party
- Roy Kift (* 1943), Schriftsteller
- Graham James (* 1951), anglikanischer Geistlicher und seit 1999 Bischof von Norwich

### Personen mit Verbindung zur Stadt
- Gerald Graham, VC GCB GCMG (1831–1899), Generalleutnant und Träger des Victoria-Kreuzes
- Arnold Gerstl (1888–1957), deutsch-britischer Maler und Grafiker; Kurator der Burton Art Gallery in Bideford
- Billie Fleming (1914–2014), Radsportlerin
- Brian Davison (1942–2008), Schlagzeuger
- Katie Hopkins (* 1975), Kommentatorin, Kolumnistin und Medien-Persönlichkeit; wuchs in Bideford auf